# 斯威茲 (印地安納州)
斯威茲（英語：Swayzee）是一個位於美國印地安納州格蘭特縣的城鎮。

## 人口
根據2010年美國人口普查的數據，斯威茲的面積為1.21平方千米，當中陸地面積為1.21平方千米，而水域面積為0.00平方千米。當地共有人口596人，而人口密度為每平方千米493人。